# Breaux Bridge
Breaux Bridge es una ciudad ubicada en la parroquia de St. Martin en el estado estadounidense de Luisiana. En el Censo de 2010 tenía una población de 8139 habitantes y una densidad poblacional de 397,53 personas por km².

## Geografía
Breaux Bridge se encuentra ubicada en las coordenadas 30°16′59″N 91°54′21″O / 30.28306, -91.90583. Según la Oficina del Censo de los Estados Unidos, Breaux Bridge tiene una superficie total de 20.47 km², de la cual 19.98 km² corresponden a tierra firme y (2.39%) 0.49 km² es agua.

## Demografía
Según el censo de 2010, había 8139 personas residiendo en Breaux Bridge. La densidad de población era de 397,53 hab./km². De los 8139 habitantes, Breaux Bridge estaba compuesto por el 49.97% blancos, el 47.3% eran afroamericanos, el 0.43% eran amerindios, el 0.61% eran asiáticos, el 0% eran isleños del Pacífico, el 0.37% eran de otras razas y el 1.31% pertenecían a dos o más razas. Del total de la población el 1.28% eran hispanos o latinos de cualquier raza.